# Hans Rauch (Politiker)
Johann Josef „Hans“ Rauch (* 18. Februar 1900 in Graz; † 24. April 1966 ebenda) war ein österreichischer Journalist und Politiker.
Vom 21. April 1958 bis zum 11. April 1961 gehörte er dem steirischen Landtag für eine Gesetzgebungsperiode als Landtagsabgeordneter an.

## Leben und Wirken
Hans Rauch wurde am 18. Februar 1900 als Sohn von Johann und Josefa Rauch (geborene Hofstätter) geboren und noch am selben Tag auf den Namen Johann Josef getauft. Nach dem Abschluss der Schule fand Rauch 1922 eine Festanstellung in der Redaktion der sozialdemokratischen Parteizeitung Arbeiterwille. In den folgenden Jahr stieg er auf kommunaler Ebene in die Politik ein und wurde 1929 erstmals Gemeinderat in der damals noch eigenständigen Gemeinde Andritz, wo er auch als Obmann des Finanzausschusses tätig war. 1928 hatte er die zwei Jahre zuvor gegründete Arbeiterhochschule abgeschlossen. Im Oktober 1933 erfolgte seine Ernennung zum verantwortlichen Redakteur der Zeitung Arbeiterwille, die nur wenige Monate später im Zuge der austrofaschistischen Machtübernahme aufgelöst wurde. In dieser Zeit verbrachte Rauch mehrere Monate im Gefängnis und wurde 1938 von den Nationalsozialisten ein weiteres Mal inhaftiert. Nach dem Zweiten Weltkrieg setzte Rauch seine politische Laufbahn als Vorstandsmitglied der Arbeiterkammer fort und rückte nach dem frühen Tod von Ernst Taurer in der IV. Gesetzgebungsperiode am 21. April 1958 in den steirischen Landtag nach. Diesem gehörte er in weiterer Folge bis zum Ende der Gesetzgebungsperiode am 11. April 1961 an, war dabei Mitglied im Finanzausschuss, im Kontrollausschuss, sowie im Gemeinde- und Verfassungsausschuss. und zog sich daraufhin aus der Politik zurück. Beruflich war Rauch nach dem Krieg ab 1946 als Bilanzbuchhalter bei einer Privatfirma und als Betriebsrat tätig. Nachdem er bereits im Aufsichtsrat der Merkur Versicherung gewesen war, fungierte Rauch ab 1952 als Vorstandsdirektor der in Graz ansässigen Versicherung.
Rauch starb am 24. April 1966 im Alter von 66 Jahren in seiner Heimatstadt Graz.